# The Monk and the Gun
The Monk and the Gun es una película dramática de 2023 escrita, dirigida y coproducida por Pawo Choyning Dorji. Protagonizada por Tandin Wangchuk, Deki Lhamo, Pema Zangmo Sherpa, Tandin Sonam, Harry Einhorn, Choeying Jatsho, Tandin Phubz, Yuphel Lhendup Selden y Kelsang Choejay. Es una coproducción entre Bután, Francia, Estados Unidos y Taiwán.
Fue seleccionada como la candidata butanesa a la mejor película internacional en los Premios Óscar 2024.

## Sinopsis
Ambientada en 2006, el Reino de Bután quiere convertirse en una democracia, por lo que, con vistas a celebrar unas elecciones, los funcionarios del gobierno organizan un simulacro electoral como ejercicio de entrenamiento. En la ciudad de Ura, un viejo lama ordena a un monje que consiga un par de armas para afrontar el inminente cambio en el reino. Mientras tanto, un coleccionista de armas antiguas estadounidense aterriza en Bután en busca de un valioso rifle que cae en manos del monje.

## Reparto
- Harry Einhorn como Ron Colman
- Tandin Wangchuk como Tashi
- Deki Lhamo como Tshomo
- Pema Zangmo Sherpa como Tshering Yangden
- Tandin Sonam como Benji
- Choeying Jatsho como Choephel
- Tandin Phubz como Phurba